# EU OS
EU OS es una prueba de concepto de sistema operativo basado en Fedora, diseñada específicamente para instituciones del sector público europeo. Su objetivo principal es promover la Soberanía digital europea, reducir la dependencia de proveedores externos y ofrecer una alternativa segura, ligera y de código abierto para la administración pública. Aunque el nombre sugiere una conexión oficial con la Unión Europea, de momento es un proyecto realizado por voluntarios, pero su objetivo es llegar a ser un proyecto de la Comisión Europea en el futuro.

## Objetivos

### Base común y modularidad:
EU OS se concibe como un sistema operativo basado en Fedora y el entorno de escritorio KDE Plasma que, mediante una arquitectura por capas, permite la personalización en función de las necesidades de cada entidad (nacional, regional o sectorial) sin renunciar a una base homogénea y a una gestión centralizada de usuarios, datos, aplicaciones y dispositivos. Además, está optimizado para ser ligero y eficiente, garantizando un rendimiento fluido incluso en hardware originalmente destinado a sistemas como Windows 7 o versiones posteriores, lo que facilita su despliegue en una amplia variedad de equipos.

### Independencia y control del software:
Al apostar por una solución de código abierto, EU OS busca reducir la dependencia de proveedores comerciales y evitar el bloqueo propietario, facilitando además la realización de auditorías de seguridad y el análisis del código para adaptarlo a requerimientos específicos.

### Seguridad y transparencia:
La utilización de software de código abierto no solo refuerza la seguridad mediante la posibilidad de realizar auditorías y ajustes específicos, sino que también promueve la transparencia en el uso y desarrollo de la tecnología dentro del sector público.

### Dinero público – código público:
El lema «dinero público – código público» encarna la idea de que la inversión realizada con fondos públicos debe repercutir en beneficios para toda la sociedad, extendiéndose tanto al sector público como al privado. Esta filosofía se alinea con los casos de uso existentes, en los que la transparencia y la retribución social de la inversión tecnológica son fundamentales.